# Stéphanie Gibaud
Stéphanie Gibaud (ur. 6 czerwca 1965 w Lille) – francuska specjalistka branży PR, marketingowiec, sygnalistka.

## Życiorys
Absolwentka lingwistyki na Université Lille-III. Pracowała w przedsiębiorstwie TransManche Link, ambasadzie USA w Paryżu i klubie piłkarskim RC Lens. Od 1999 do 2012 zatrudniona we francuskim oddziale UBS, oferującym usługi zarządzania majątkiem. Zajmowała się tam sprawami komunikacji i organizacją eventów.
Stéphanie Gibaud określana jest jako osoba, która odegrała decydującą rolę w ujawnieniu praktyk unikania płacenia podatków, oszustw podatkowych i prania brudnych pieniędzy, do których miało dochodzić we francuskich i szwajcarskich spółkach zależnych UBS (o czym miała dowiedzieć się w 2007). W 2008 odmówiła wykonania wydanego przez przełożonego polecenia zniszczenia plików i dokumentów obciążających jej pracodawcę i jego klientów. W miejscu pracy doświadczała mobbingu, a następnie w 2012 została zwolniona, za co w 2015 uzyskała w postępowaniu sądowym zadośćuczynienie.
W 2009 złożyła oficjalną skargę, była przesłuchiwana przez francuskie służby śledcze we wszczętym postępowaniu. Była też jednym z informatorów dziennikarza śledczego Antoine'a Peillona, autora książki Ces 600 milliards qui manquent à la France. Enquête au cœur de l’évasion fiscale (2012). Jej wysłuchanie odbyło się także we francuskim Senacie i w Europarlamencie. Zeznania Stéphanie Gibaud miały istotne znaczenie dla przeprowadzonego postępowania; w 2019 w postępowaniu sądowym na USB we Francji nałożono nieprawomocnie karę 4,5 miliarda euro za udział w procederze unikania płacenia podatków.
W 2014 opublikowała książkę pt. La Femme qui en savait vraiment trop. W tym samym roku współtworzyła platformę PILA działającą na rzecz ochrony whistleblowerów. W 2015 była nominowana do Nagrody Sacharowa.
W 2015 zaangażowała się w działalność polityczną, nawiązując współpracę z ugrupowaniem Powstań Francjo Nicolasa Dupont-Aignana.